# Newness
Newness es una película dramática estadounidense de 2017 dirigida por Drake Doremus, basada en un guion de Ben York Jones y protagonizada por Nicholas Hoult, Laia Costa, Courtney Eaton, Danny Huston y Esther Perel. Fue estrenada en el Festival de Cine de Sundance el 25 de enero de 2017.

## Sinopsis
Martin y Gabi se conocen por medio de una red social y empiezan una relación amorosa. Las cosas se complican cuando deciden tener una relación abierta y transparente, donde no existen secretos. Martin tiene algunas heridas abiertas de una relación pasada y Gabi no es capaz de controlar el tipo de relación que ella misma quiso crear en torno a Martin.

## Reparto
- Nicholas Hoult como Martin Hallock.
- Laia Costa como Gabi Silva.
- Danny Huston como Larry Bejerano.
- Courtney Eaton como Blake Beeson.
- Matthew Gray Gubler como Paul.
- Pom Klementieff como Bethany.
- Albert Hammond Jr. como Roland.
- Jessica Henwick como Joanne.
- Esther Perel como ella misma.
- Maya Stojan como Quinn.

## Producción
La película fue rodada secretamente durante 2016.

## Lanzamiento
La cinta tuvo su estreno en el Festival de Cine de Sundance el 25 de enero de 2017. Poco tiempo después, Netflix adquirió los derechos de distribución de la película. Fue estrenada a nivel mundial el 3 de noviembre de 2017.

### Recepción
Newness ha recibido críticas generalmente positivas de parte de la prensa especializada. Cuenta con un 60% de ranking aprobatorio en el sitio de internet Rotten Tomatoes, basado en 10 reseñas, con un promedio de 6.6 sobre 10. En Metacritic la cinta tiene un índice de audiencia de 49 sobre 100, basado en 7 reseñas, indicando "reseñas mixtas".